# اندیس کانی شیره
کانی شیره یک اندیس فلزی است که در حوالی شهر قروه استان کرمانشاه قرار دارد و مادهٔ معدنی موجود در آن، آهن است.سنگ میزبان این اندیس خروجی ها،آهک و رسوبات فلیش گو نه است و دیرینگی آن به دوران تریاس بالا - ژوراسیک می‌رسد. 